# Banco Hispano Colonial

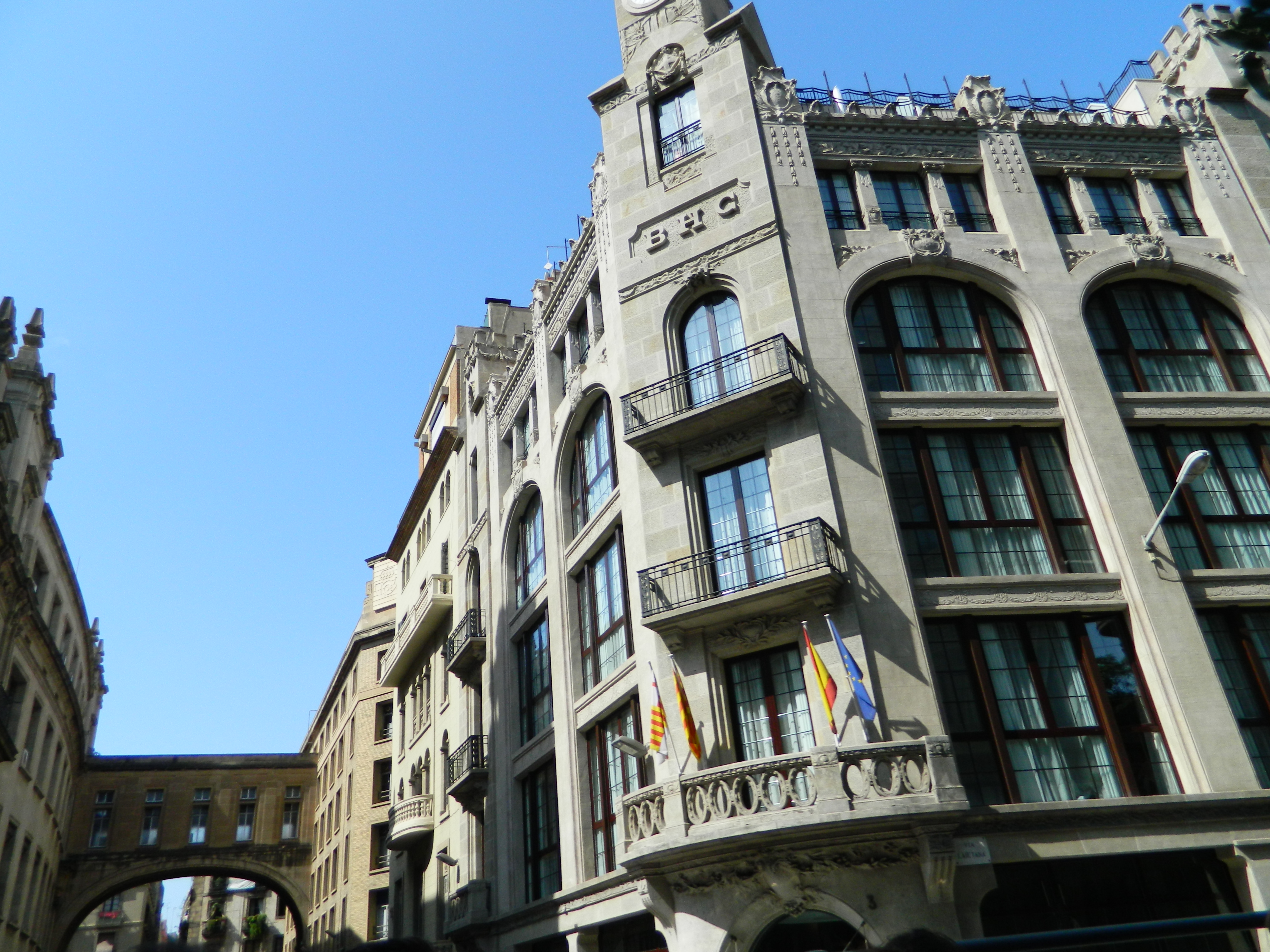
Antiguo edificio del Banco Hispano Colonial (hoy Hotel Colonial), obra de Enric Sagnier, en la Vía Layetana de Barcelona.

El Banco Hispano Colonial fue una institución financiera española con sede en Barcelona, creada en 1876 por el marqués de Comillas, entre otros, cuyo principal objetivo era la financiación de proyectos para el comercio y la industria en relación con las colonias españolas en América y Asia, singularmente Cuba, Puerto Rico y Filipinas. 

## Historial
Su nacimiento coincide con la financiación al Estado de una expedición militar a Cuba. La pérdida de las colonias en la guerra hispano-estadounidense de 1898 dio lugar a la remodelación de la entidad y su refundación en 1901, dado que había perdido las tres cuartas partes de sus capitales, destinando ahora sus objetivos a las actividades de financiación de obras públicas y proyectos ferroviarios y privados en España, aunque siempre muy relacionados con las actividades de exportaciones e importaciones a países sudamericanos. En su período durante la Restauración en el siglo XX, siguió vinculado a Cataluña principalmente, siendo un banco de tipo medio y durante la Segunda República, hasta 1934, mantuvo la misma línea. Con la llegada al poder de la Confederación Española de Derechas Autónomas (CEDA), las vinculaciones con el ejecutivo dieron lugar a operaciones arriesgadas y cuestionables. 
Tras la Guerra Civil siguió operativo, quedando vinculado a la financiación de importaciones, sobre todo de alimentos, desde Sudamérica. No obstante, en 1946 se vio envuelto en una discutible operación financiera de importación de alimentos desde Argentina que provocó finalmente su quiebra.